# Cour suprême des Philippines
Pour les autres articles nationaux ou selon les autres juridictions, voir Cour suprême.
La Cour suprême des Philippines (Kataas-taasang Hukuman en tagalog, Supreme Court en anglais) est le sommet du pouvoir judiciaire aux Philippines et le tribunal de dernier ressort. Ses pouvoirs et son fonctionnement sont régis par l'article VIII de la Constitution de 1987. Composée de 15 juges, dont le juge en chef, elle siège dans le bâtiment éponyme bordant la rue Padre Faura à Manille. 

## Histoire

Sceau de la Cour suprême des Philippines.

Sous la colonisation espagnole, la plus haute cour est l'audience royale de Manille (Real Audiencia de Manila). Elle est remplacée en 1901 par une Cour suprême, en prenant pour modèle la Cour suprême des États-Unis, après la conquête américaine de l'archipel. Après l'indépendance, la Cour conserve son rôle au sommet du pouvoir judiciaire,.

## Rôle
Le pouvoir de la Cour suprême est double. Premièrement, il s'agit du tribunal de dernier ressort, qui peut donc être saisi en appel pour statuer sur une décision d'une cour inférieure, principalement sur le droit mais aussi le fond. La Cour se saisit en général des affaires les plus importantes. Deuxièmement, la Cour administre et contrôle le système judiciaire, par exemple en édictant les règlements des tribunaux, en administrant l'examen d'accès au Barreau et en régulant la profession d'avocats,.

## Fonctionnement
La Cour se compose d'un juge en chef et de 14 juges associés. Les juges sont nommés par le Président sur recommandation du Conseil de la magistrature et du barreau, et doivent être citoyens philippins âgés d'au moins 40 ans, avec plus de 15 ans d'expérience dans la pratique du droit. 
La Cour statue le plus souvent en petit comité de trois, cinq ou sept juges, sauf pour les affaires les plus importantes où toute la Cour siège en séance plénière.